# Rhabdoblatta pendleburyi
Rhabdoblatta pendleburyi är en kackerlacksart som först beskrevs av Hanitsch 1933.  Rhabdoblatta pendleburyi ingår i släktet Rhabdoblatta och familjen jättekackerlackor. Inga underarter finns listade i Catalogue of Life.